# Капитан Зум: Академия супергероев
Капитан Зум: Академия супергероев (англ. Zoom) — американский супергеройский комедийный фильм режиссёра Питера Хьюитта по сценарию Адама Рифкина и Дэвида Беренбаума. Основанный на детской книге «Удивительные приключения из Академии Зума» Джейсона Летко, в фильме снимались Тим Аллен, Кортни Кокс, Чеви Чейз, Спенсер Бреслин и Рип Торн. В фильме рассказывается о бывшем супергерое, которого втягивают в обучение четырёх молодых людей со сверхспособностями, чтобы они стали супергероями и боролись с надвигающейся угрозой.
Выпущенный на экраны 11 августа 2006 года компанией Columbia Pictures, фильм был раскритикован критиками и провалился в прокате, заработав 12 500 000 долларов при бюджете в 35 000 000 долларов. Фильм был номинирован на одну премию «Раззи», «Худший актёр» за Тима Аллена, но проиграл братьям Уайанс Марлону и Шону Уайансу за «Шалуна».

## Сюжет
Земле грозит опасность из-за возвращения супергероя, вставшего на тёмную сторону Силы. Когда-то его удалось нейтрализовать, но лишь временно. Единственный, кто может ему противостоять, — Капитан Зум, последний супергерой на планете. Беда в том, что он потерял квалификацию, да и без команды он ничто. И вот постаревшего Зума, давно не верящего в себя, заставляют тренировать спешно набранную группу разновозрастных детей, обладающих уникальными способностями, но не умеющих ими управлять.

## В ролях
| Актёр           | Роль                    |
| --------------- | ----------------------- |
| Тим Аллен       | Зум Джэк Шепард         |
| Кортни Кокс     | Марша                   |
| Кейт Мара       | Чудо Саммер Джонс       |
| Майкл Кэссиди   | Гудини Дилан Уэст       |
| Спенсер Бреслин | Мега-Бой Такер Уильямс  |
| Райан Ньюман    | Принцесса Синди Коллинз |
| Чеви Чейз       | Доктор Грант            |
| Кевин Зегерс    | Конкашен Конер          |

## Отзывы
Фильм получил низкий рейтинг кинокритиков и оказался провальным в прокате: при бюджете в 35 миллионов, затраченном на его создание, он заработал менее 13 миллионов долларов.